# نیولاند، زیدریک
نیولاند (به هلندی: Nieuwland) یک منطقهٔ مسکونی در هلند است که در زیدریک واقع شده‌است. نیولاند ۱٬۰۰۰ نفر جمعیت دارد.